# Piec oporowo-łukowy
Piec oporowo-łukowy – piec elektryczny, w którym łuk płonie między elektrodami, których końce są pogrążone we wsadzie stałym o znacznym oporze właściwym, dzięki czemu na wytwarzanie ciepła składa się nie tylko nagrzewanie łukowe, lecz i bezpośrednie nagrzewanie oporowe pod wpływem prądu płynącego poprzez wsad.
Zobacz też: Elektrotermia